# Parc du Danube (Novi Sad)
Pour les articles homonymes, voir Parc du Danube.
Le parc du Danube (en serbe cyrillique : Дунавски парк ; en serbe latin : Dunavski park) est un parc public situé à Novi Sad, la capitale de la province autonome de Voïvodine en Serbie. En raison de sa valeur, il est inscrit depuis 1998 sur la liste des monuments naturels de République de Serbie.

## Sculptures
Plusieurs sculptures ont été érigées dans le parc :
- Nymphe par Đorđe Jovanović ;
- Buste de Branko Radičević par Ivanka Acin ;
- Statue de Đura Jakšić par Jovan Soldatović ;
- Buste de Miroslav Antić par Pavle Radovanović ;
- Statue de Sergej Radonješki par V. Kulikova.

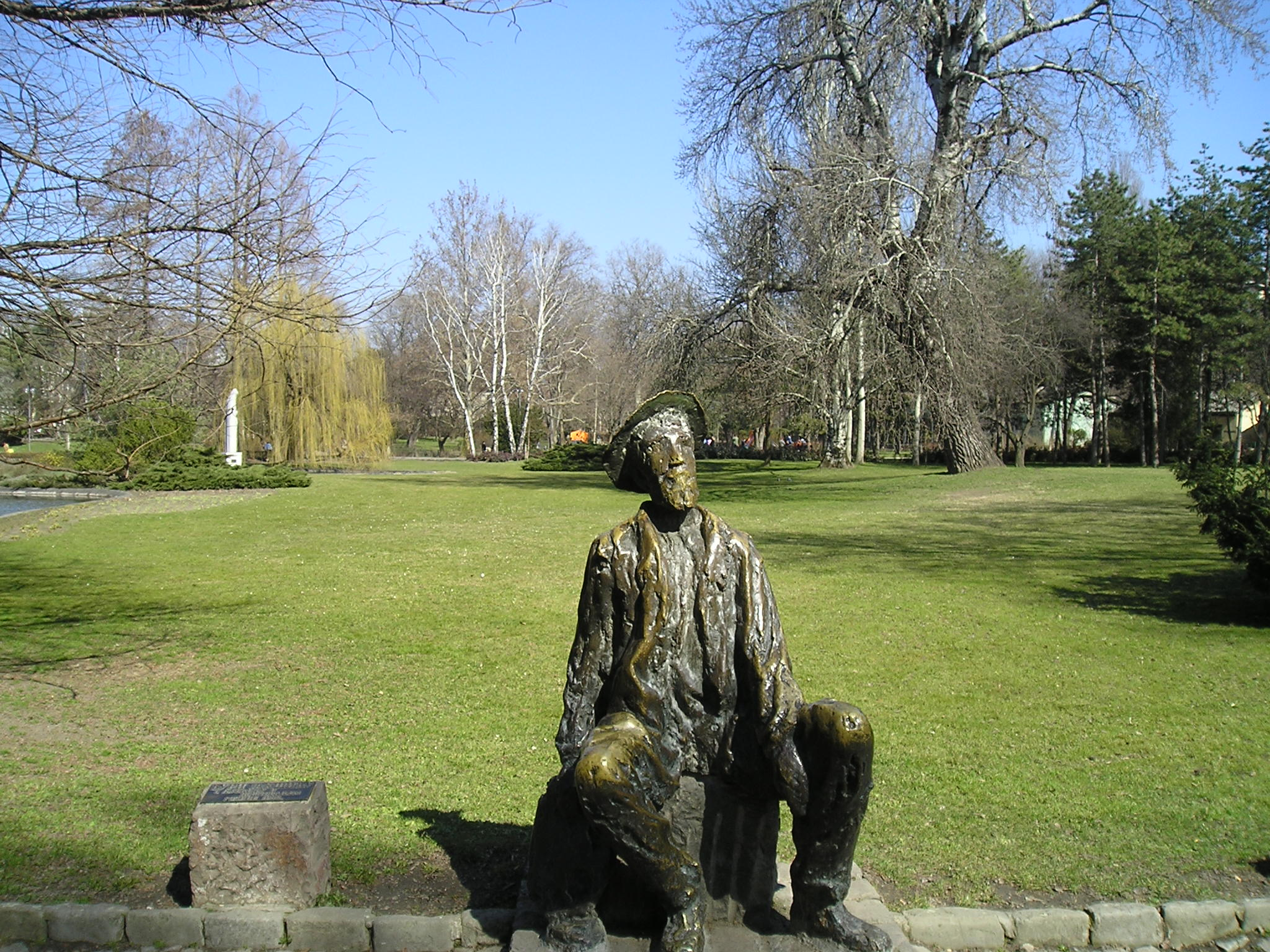
Statue de Đura Jakšić par Jovan Soldatović

## Flore et faune

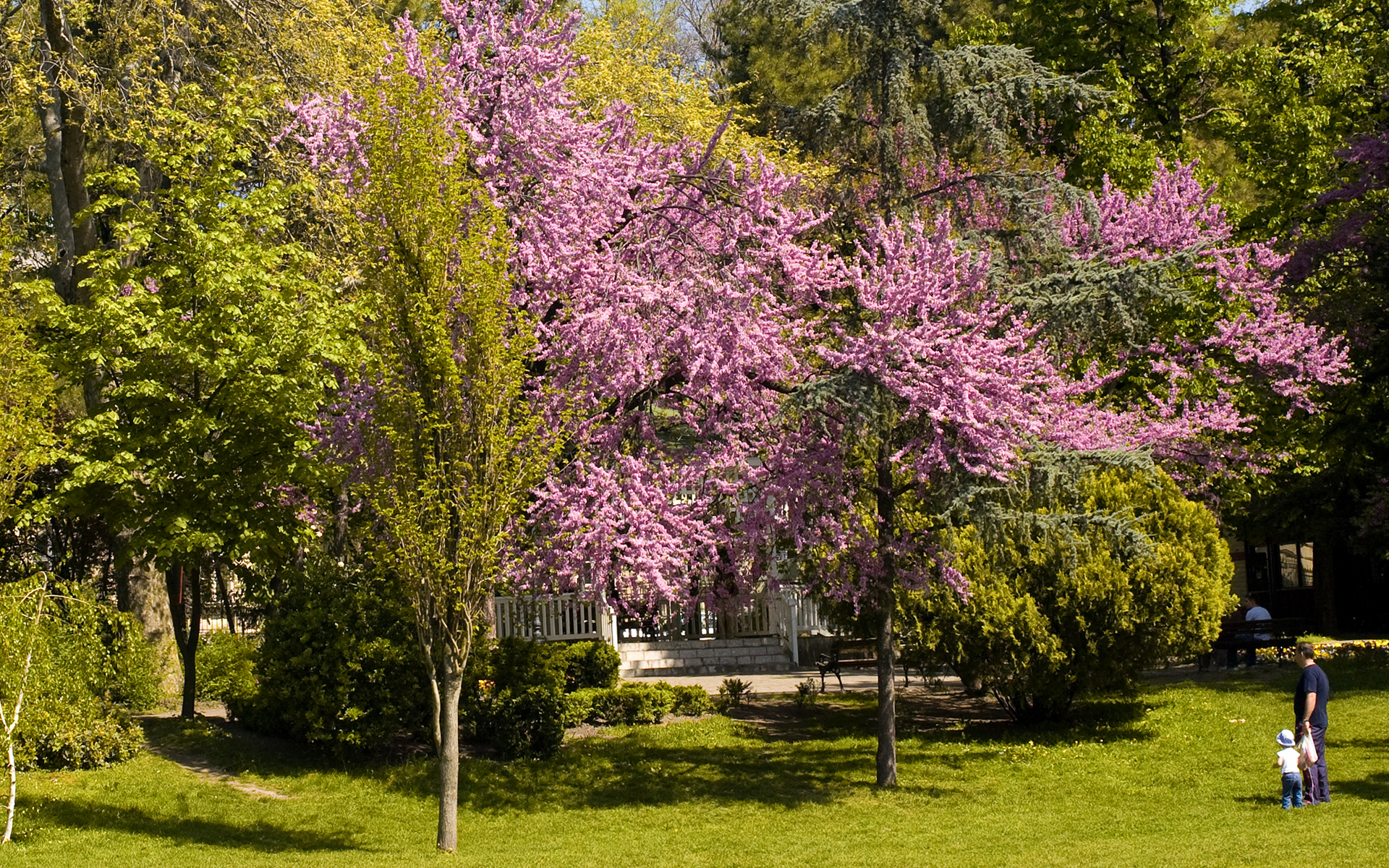
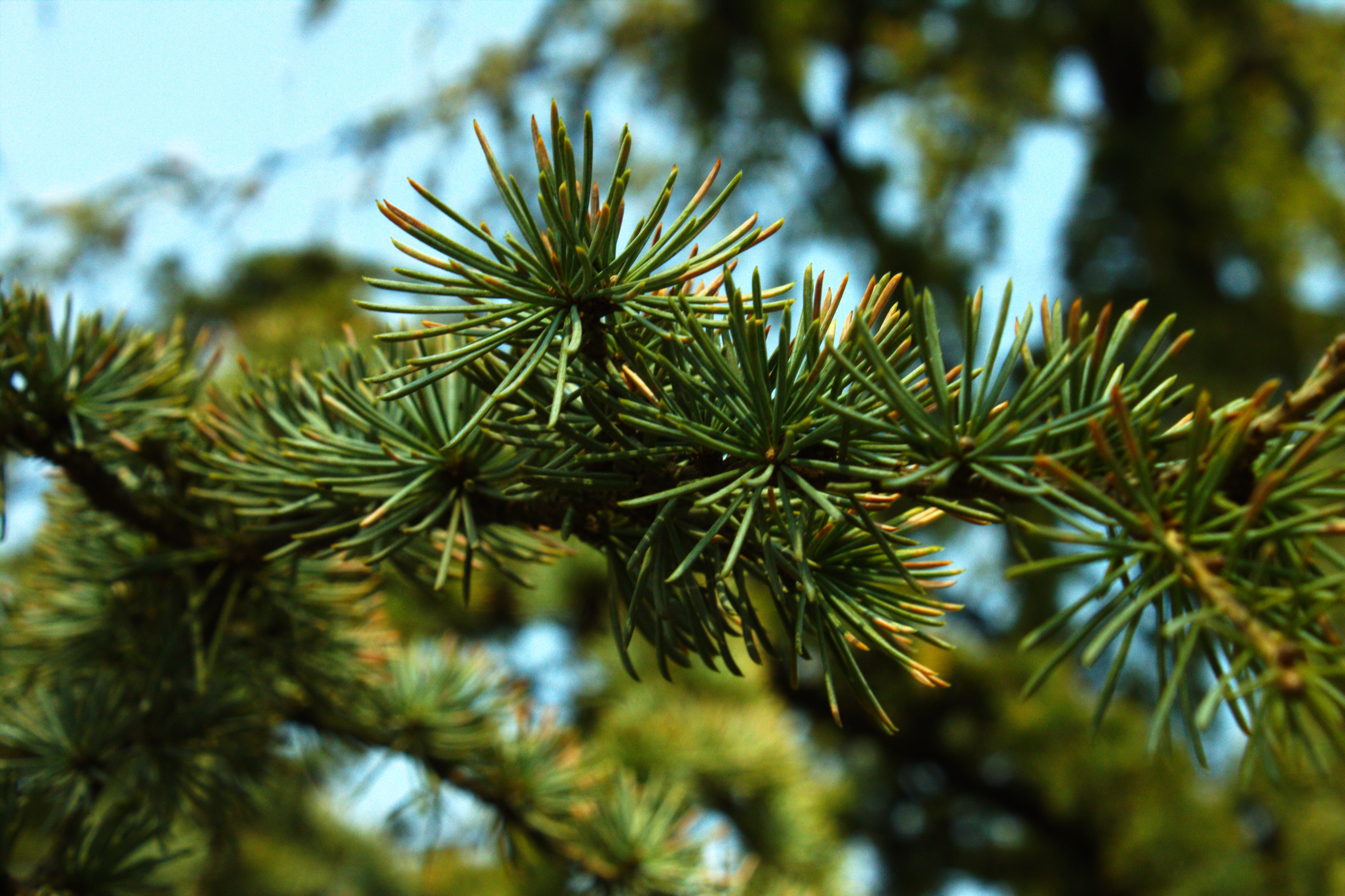
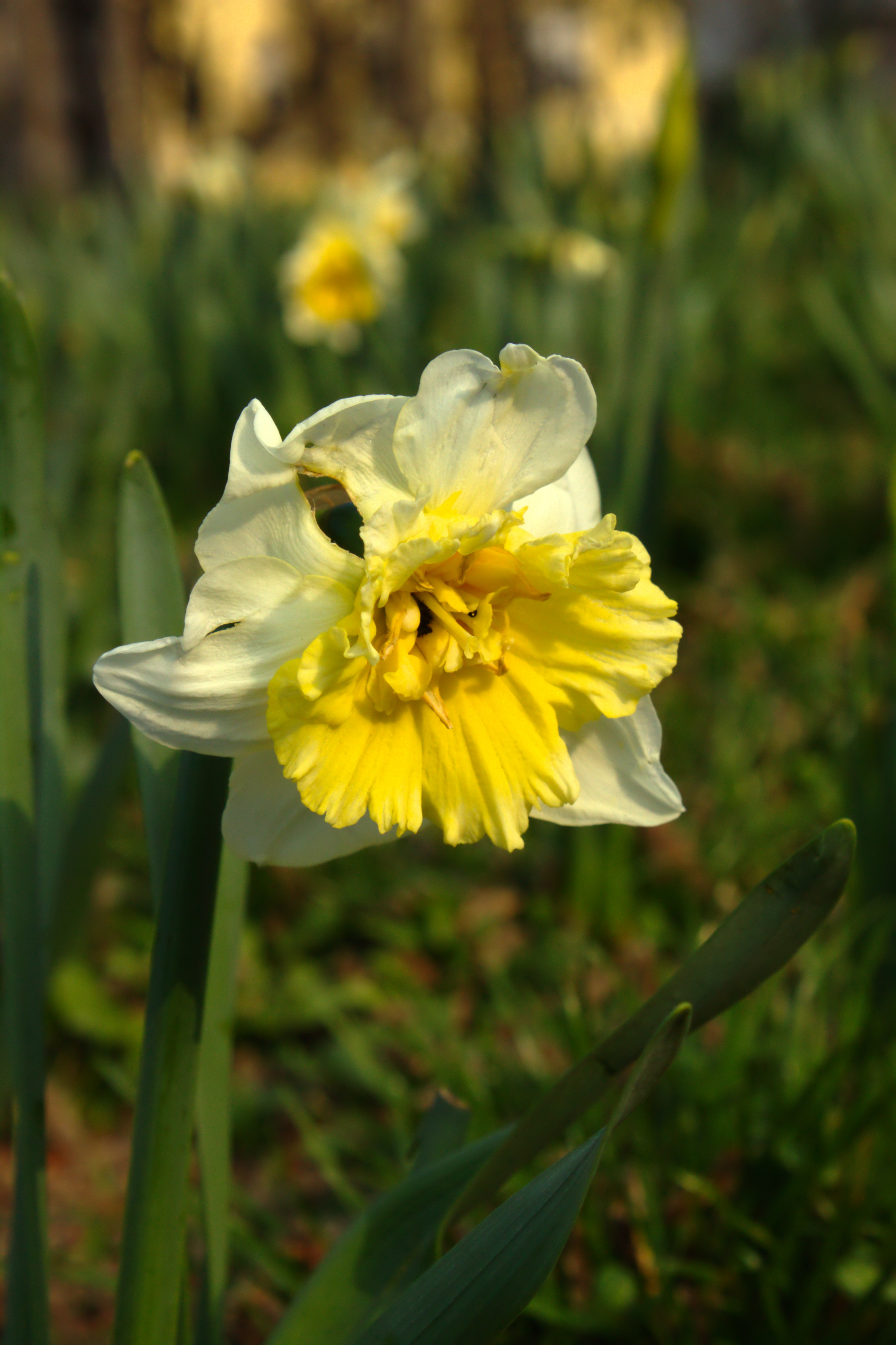
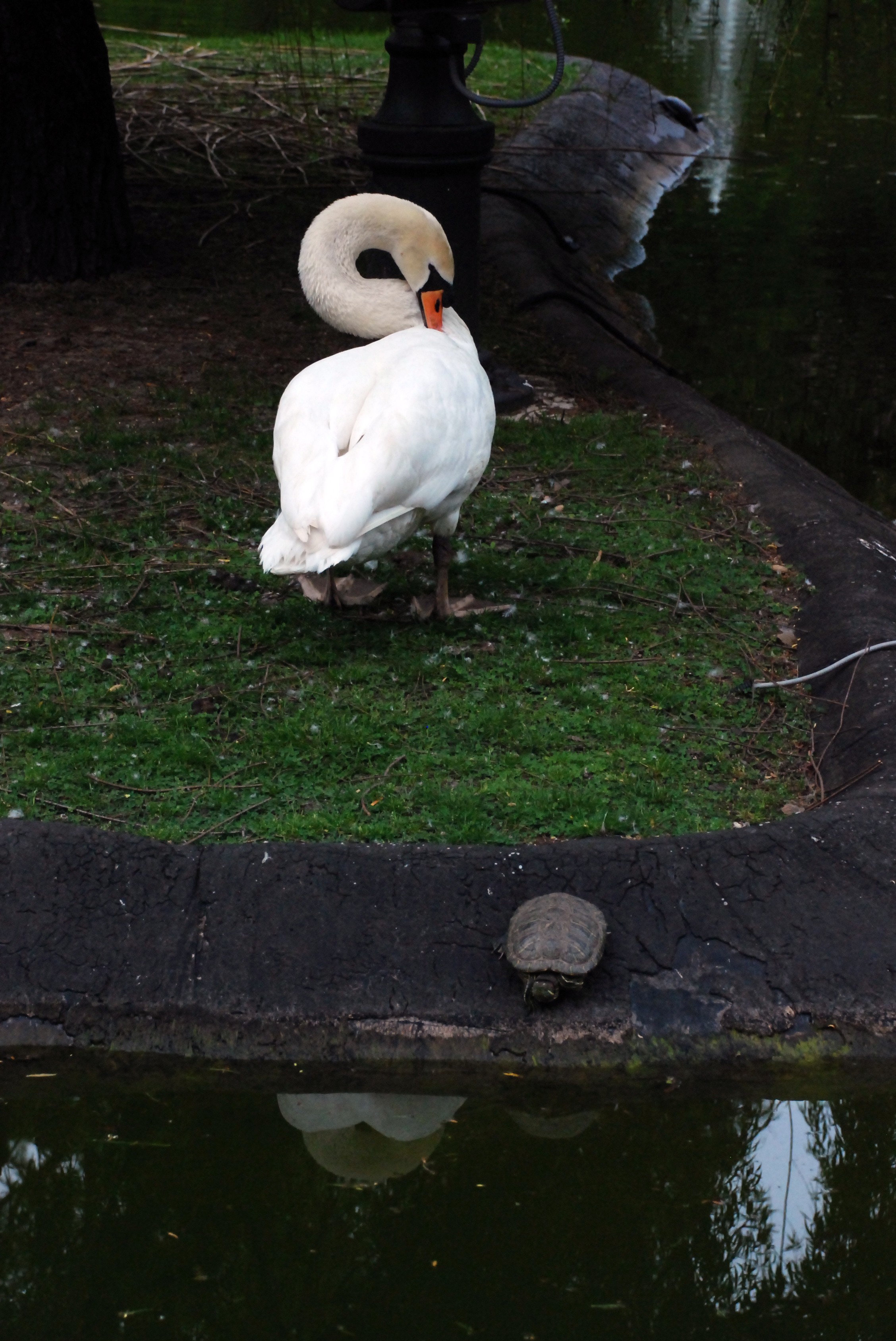
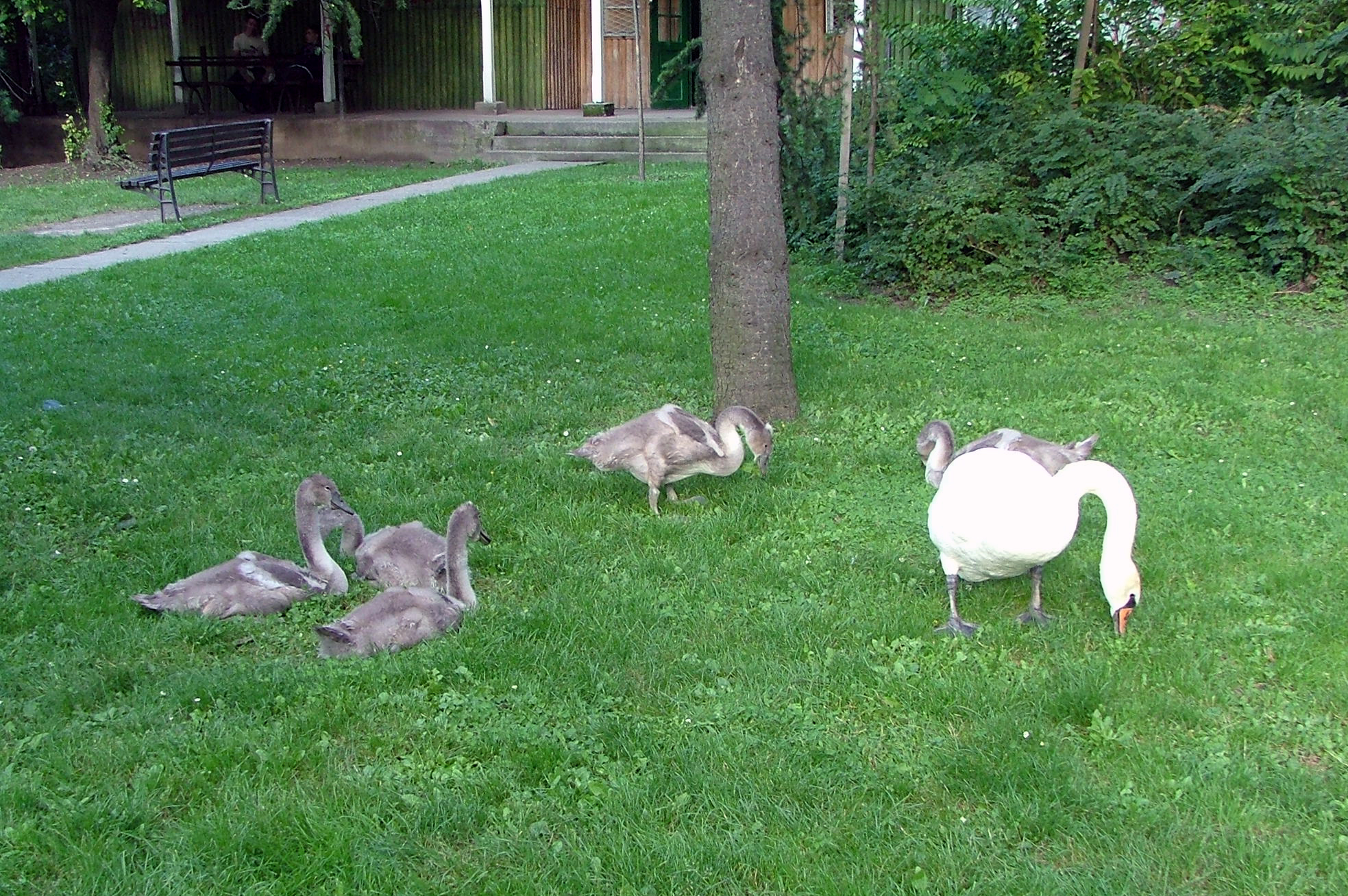
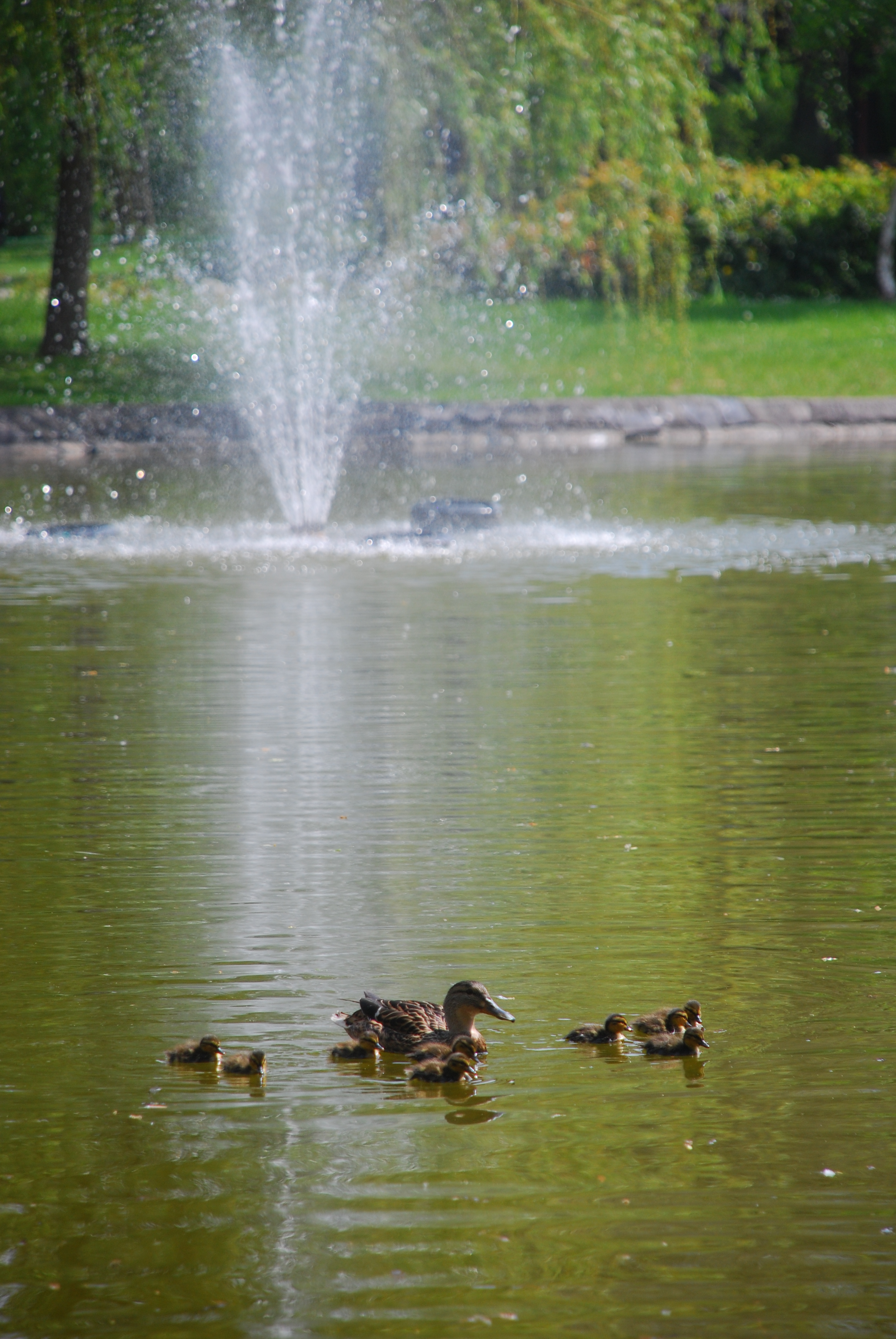